# Test statystyczny
Test statystyczny – formuła matematyczna pozwalająca oszacować prawdopodobieństwo spełnienia pewnej hipotezy statystycznej w populacji na podstawie próby losowej z tej populacji.
Testy statystyczne, ze względu na to, w jakim celu są wykorzystywane, można podzielić na kilka kluczowych kategorii, co zostało przedstawione w poniższej tabeli.
| Kategoria testu                                                                                                | Przykładowe testy |
| --- | --- |
| Testy normalności rozkładu                                                                                     | test Shapiro-Wilka, test Shapiro-Francia, test Andersona-Darlinga, test Craméra-von Misesa, test chi-kwadrat, test Lillieforsa, test Jarque’a-Bery                        |
| Testy post hoc                                                                                                 | test Scheffégo, test HSD Tukeya, test Dunnetta, test Newmana-Keulsa, test Ryana, test Duncana, test NIR Fishera, test b Tukeya                                            |
| Testy badające jednorodność wariancji                                                                          | test Levene’a jednorodności wariancji, test Browna-Forsythe’a, test C Cochrana, test Hartleya                                                                             |
| Testy wykrywające heteroskedastyczność rozkładu składnika losowego                                             | test Breuscha-Pagana, test White’a, test Goldfelda–Quandta, test Bartletta, test Glejsera, test Parka, test Cooka-Weisberga, test Harrisona-McCabe’a, test rang Szroetera |
| Testy służące do wykrywania obserwacji odstających                                                             | test C Cochrana, test Grubbsa, test Dixona, test Hampela |
| Testy losowości próby                                                                                          | test serii |
| Testy badające sferyczność wariancji (dotyczy procedury ANOVA z powtarzanymi pomiarami)                        | test sferyczności Mauchly’ego |
| Test poprawności specyfikacji dla modeli regresji liniowej                                                     | test RESET Ramseya |
| Testy badające przydatność danych do przeprowadzenia analizy czynnikowej                                       | test Kaisera–Meyera–Olkina |
| Testy badające homogeniczność wariancji i kowariancji w procedurze MANOVA i liniowej analizie dyskryminacyjnej | test M Boxa |
| Testy wykonywane w ramach procedury MANOVA                                                                     | ślad Pillaia, lambda Wilksa, ślad Hotellinga-Lawleya, test Roya |

## Testy parametryczne
Służą one do weryfikacji hipotez parametrycznych, odnoszących się do parametrów rozkładu badanej cechy w populacji generalnej. Najczęściej weryfikują sądy o takich parametrach populacji jak średnia arytmetyczna, wskaźnik struktury i wariancja. Testy te konstruowane są przy założeniu znajomości postaci ogólnej dystrybuanty w populacji.
Biorąc pod uwagę zakres ich zastosowań, testy te można podzielić na dwie grupy:
- Testy parametryczne służące do weryfikacji własności populacji jednowymiarowych, a wśród nich wyróżnia się:
  - testy dla średniej
  - test dla proporcji (wskaźnika struktury)
  - test dla wariancji

W testach tych oceny parametrów uzyskane z próby losowej są porównywane z hipotetycznymi wielkościami parametrów, traktowanymi jako pewien wzorzec.
- Testy parametryczne służące do porównania własności dwóch populacji, do których należą:
  - test dla dwóch średnich
  - test dla dwóch proporcji
  - test dla dwóch wariancji

Testy te porównują oceny parametrów, uzyskane z dwóch prób losowych.

## Testy nieparametryczne
Służą do weryfikacji różnorodnych hipotez, dotyczących m.in. zgodności rozkładu cechy w populacji z określonym rozkładem teoretycznym, zgodności rozkładów w dwóch populacjach, a także losowości doboru próby.
Biorąc pod uwagę zakres ich zastosowań, testy te można podzielić na dwie grupy:
- Testy nieparametryczne służące do weryfikacji własności populacji jednowymiarowych, a wśród nich wyróżnia się:
  - test zgodności chi-kwadrat
  - test zgodności λ Kołmogorowa
  - test normalności Shapiro-Wilka
  - test serii

Dwa pierwsze testy zgodności oceniają zgodność rozkładu empirycznego z teoretycznym, natomiast test serii (losowości) weryfikuje hipotezę o losowym pochodzeniu obserwacji badanej cechy w próbie.
- Testy nieparametryczne służące do porównania własności dwóch populacji, do których należą:
  - test Kołmogorowa-Smirnowa
  - test jednorodności chi-kwadrat
  - test mediany
  - test serii
  - test znaków

Budowa tych testów sprowadza się do oceny zgodności dwóch rozkładów empirycznych, otrzymanych z prób niezależnych (test Kołmogorowa-Smirnowa, jednorodności chi-kwadrat, test mediany, test serii), a także zgodności rozkładów w próbach połączonych (test znaków).
Weryfikacja hipotez statystycznych